# Anemesia andreevae
Espèce
Anemesia andreevae est une espèce d'araignées mygalomorphes de la famille des Cyrtaucheniidae.

## Distribution
Cette espèce se rencontre en Ouzbékistan et au Tadjikistan.

## Description
Le mâle holotype mesure 8,26 mm et la femelle paratype 20,10 mm.

## Étymologie
Cette espèce est nommée en l'honneur d'Ekaterina Mikhailovna Andreeva.

## Publication originale
- Zonstein, 2018 : A revision of the spider genus Anemesia (Araneae, Cyrtaucheniidae). European Journal of Taxonomy, no 485, p. 1-100 (texte intégral).